# おでかけマルチ
『おでかけマルチ』(Multi's Going Out)は、2001年にアクアプラスより配布された、P/ECEおよびWindows用フリーゲーム。『To Heart』のキャラクター、マルチをメインキャラクターに据えた育成シミュレーションゲーム・カードゲーム（配布サイトでは「おでかけアドベンチャーゲーム」となっている）。

## 概要
Leaf/アクアプラスのヒット作品である『To Heart』のマルチを育成し、ライバルのメイドロボ達と勝負し勝ち抜いて行く事を目的とした作品。
まずWindowsにソフトをインストールし、プレイを開始する際にWindows側ソフトを介してP/ECEにもソフトがインストールされる。ゲームの大半はP/ECE側で進行することになるが、アイテムの鑑定などの際にWindows側と連動を行う必要もある。
P/ECE本体の初回版に付属されており、P/ECE公式サイトより無償でダウンロードできる。ただし、ダウンロード版にはOP/EDムービーが収録されていない。
本体と同時に開発されているためか、内部は独自仕様が他のアプリケーションよりも多く見られる。

## プロローグ
世界中で熾烈な開発競争が行われているメイドロボ。今回、各メーカーの技術向上を目的として、「世界一のメイドロボ」を決定する大会、「メイドロボチャレンジ」が開催されることとなった。来栖川エレクトロニクスの開発主任・長瀬源五郎は、メイドロボチャレンジの優勝を狙い、一体のメイドロボを若き研究者に託し、その育成を命じた。
そのメイドロボの名は、HMX-12B…「マルチ」。

## ゲームシステム
「おでかけ」を行ってアイテムを入手し、そのアイテムを鑑定して、それを「装備」、あるいはそれを「解体」して入手した「Junk」を使ってマルチを「整備」することでマルチのステータスを上昇させ、またおでかけで入手したカードを用いてデッキを作成し、そのデッキを用いて「メイドロボチャレンジ」で勝ち抜いていく、というのがゲームの主な流れとなる。

### ステータス
マルチにはPOW、INT、DEXのパラメータが存在し、衣装・道具・装飾品を装備したり、マルチを整備することにより上昇する。

### アイテム
アイテムは以下の7種に分かれる。なお、「重要」以外のアイテムはすべて「おでかけ」で入手できるが、初めて入手した物は「?衣装?」などのように未識別になっており、PCと連動して鑑定してもらう必要がある。
また、「重要」と一部の「変な物」以外のアイテムは解体して「Junk」に替えることが出来る。「Junk」はいわばお金のような役割をする物で、これを消費してアイテムの鑑定を行ったり、マルチの整備を行ったりできる。
衣装
マルチが着る服。装備するとパラメータが変動する。
道具
マルチが持つ道具。装備するとパラメータが変動する。
装飾品
マルチが身につける装飾品。装備するとパラメータが変動する。
電池
おでかけの時に使うとPOWを回復できる。
飲み物
おでかけの時に使うとそのおでかけの間に限りPOW,INT,DEXのパラメータが上昇する。
変な物
基本的に「Junk」に替えるためのアイテム。「音楽CD」というアイテムが5種含まれており、これを入手するとPCでMUSIC BOXで音楽を聞けるようになる。
重要
「メイドロボチャレンジ」で勝ち抜くと入手。新しい場所に「おでかけ」できるようになる。「Junk」に替えることは出来ない。
「衣装」「道具」「装飾品」にはマルチ以外の『To Heart』のキャラクターの名を冠した物があり、「変な物」には他のLeaf作品にちなんだ物がある。

### おでかけ
おでかけしてアイテムやカードを入手する。
歩いていくたびにPOWを消費していき、POWが0になると強制的に帰還となる。「電池」を使用することで回復でき、一部の「飲み物」を使うことでおでかけの間のみ最大値を上昇できる。
INTやDEXの値が高いとレアなアイテムを拾いやすくなる。一部の「飲み物」を使うと数値が上がる。
「メイドロボチャレンジ」に勝ち抜いていくと行ける場所が増える。後に行ける場所ほどいいアイテムが拾えるが、POWの消費ペースが速くなる。

### メイドロボチャレンジ
世界各国のライバルメイドロボと対戦する。これで勝ち抜くことがゲームの目的となる。
メイドロボチャレンジでは、「おでかけ」で入手したカードを使用する。あらかじめ10枚1組のデックを組んでおき、そのデックで勝負を行う。
カードバトルのルールはじゃんけんを基本としており、グー・チョキ・パーが書かれたカードを出し合い、じゃんけんで勝てばカードに記されたポイントが獲得でき、最終的にポイントが多いほうが勝ちとなる。ただし、カードを出すとそれに応じてPOWが減少していく。

### PCとの連動
PC側で「おでかけマルチ」を起動し、P/ECEとPCを接続してデータを読み出すことで、入手した未識別アイテムを鑑定したり、勝利したライバルのプロフィールやマルチの絵日記を見ることができる。

### 通信
P/ECEの赤外線通信機能をつかって、他のP/ECEと通信対戦や、アイテムの交換を行うことができる。通信対戦のルールは上記の「メイドロボチャレンジ」と同様。

## 登場キャラクター

### 来栖川エレクトロニクス
主人公
来栖川エレクトロニクスの若き研究員。長瀬主任の命を受け、メイドロボチャレンジに参加するマルチの育成とセコンドを務める。エンディングでのセリフを見る限り、この役は他の研究員達より無理やり押し付けられたものであるようだが、マルチとの生活は楽しんでいる様子。
名前は設定されておらず、またプレイヤーが設定することもできない。
HMX-12B マルチ
メイドロボチャレンジに出場すべく、主人公が長瀬主任より託されたメイドロボ。量産型HM-12とは異なり感情回路、つまり「こころ」を持つ。当初の時点ではほぼ生まれたて同様の状態であるが、長瀬主任は学習機能と「こころ」による成長に賭けて彼女をメイドロボチャレンジに参加させることにした。
かつてテストのために高校にテスト入学し、人間との間に「愛」を育んだメイドロボ「HMX-12A マルチ」（『To Heart』のマルチ）の同型の妹にあたる。A型よりも性格は活発とされている。
長瀬源五郎
マルチの開発主任。マルチに「こころ」を持たせた張本人。主人公にメイドロボチャレンジに参加するマルチの世話を任せる。作中では、PC側でP/ECEよりデータを読み出す際のナビゲーターとして登場する。メイドロボチャレンジの決勝戦で、「ミスターP」と名乗ってピースのセコンドとして登場する。
プラス
来栖川エレクトロニクスの研究員。PC側でアイテムの鑑定をしてくれる。

### ライバルのメイドロボ
以下からピースを除いた11体のうち5体と対戦を行い、決勝でピースと対戦を行って勝利するとエンディングを迎える。エンディング後もゲームは続行でき、エンディングまでで対戦しなかった相手とも対戦が出来るようになる。
アンニン
中国代表。中国四千年の秘術と氣功の粋が尽くされたバランスのいい高性能と、チャイナドレスを着こなすプロポーションを持つ。特技は中華料理（特に豚まん）と自作PCの組立と自転車雑技。漢字名は「杏仁號」。
チヂミ
韓国代表。南北分断により家族と生き別れた老学者、金銀銅（キム=ギドン）がひ孫に似せて作り上げたメイドロボ。性格は良く言えば勝気、悪く言えば融通が利かない。マルチおよびHM-12型に対して激しいライバル意識を持っている。
カーシャ
ロシア代表。ウラジミール=「ミール帰りの」=ボボヴィッチが開発したメイドロボ。幼い容姿、学習型、ドジとマルチと共通点が多く、互いに頭を下げて頭をぶつけ合う一幕も。ウォッカでも動く。なお、ボボヴィッチは大学院で長瀬主任と首席を争った間で、今でも良きライバル同士。
クスクス
アフリカ代表。元々欧州製メイドロボの試作品だったが、乗せた飛行機がアフリカ中央部で墜落、その後野生化した。常に奇妙な踊りを舞っている。ノーメンテで稼動しているため限界が近く、ギリギリ最後の力を押してチャレンジに参加している事実は本人も知らない（なお試合に敗退後、来栖川エレクトロニクスに運ばれ、修理を受けている）。
チップス
アメリカ代表。ガンマンの衣装に身を包んだ陽気で快活な少女型メイドロボ。尊敬する人がジョージ・ワシントンと宮内レミィ（『To Heart』のキャラクター）で、顔立ちや性格もレミィにそっくりだが、バストのサイズはレミィとは正反対に小さい。
シリアル
アメリカ代表。チップスの妹機で、チップスとは対照的に落ち着いた大人の女性型。頭脳・技術共に高く、高価ながら各企業で重宝されている。
エクレア
フランス代表。アパレル・グルメ・アート・ブランドと言った分野に特に強い、おしゃれで情熱的なメイドロボ。
ジャム
イギリス代表。優雅で上品なメイドロボで、今大会の優勝候補。彼女の入れるアフタヌーン・ティーには主人公も歓喜した。なおメイドロボシリーズで初めてメイド服を着て登場したキャラである。
ナン
インド代表。故国の貧しい子供たちを救うために今大会に参戦。容姿がヴァンパイアハンターのキャラクター、ドノヴァンに似ている。
フラッペ
北極代表。極地の探検・研究目的に作られたメイドロボ。北極観測探検隊の応援を受けて今大会に参戦する。
吉本このみ
大阪で作られたメイドロボ。マルチが日本代表であることに納得せず、大阪代表を自称して無理やり勝負を挑んで来る。耳飾り（センサー）がお好み焼きのコテになっており、それを投げつけたりもする。容姿や性格は『こみっくパーティー』の猪名川由宇にそっくり。同人誌は作っていない。
HMX-14 ピース
来栖川エレクトロニクスの次期主力メイドロボの試作機。開発コンセプトは「12（マルチ）よりも少女らしく、13（セリオ）よりも高性能に」。感情回路は上層部の意向により搭載されていない。
「心を持つ過去機種」マルチが「心のない最新機種」ピースに勝ることを証明し、ロボットの心の必要性を上層部に訴えるために、長瀬主任によってメイドロボチャレンジに参加させられる。決勝でマルチに敗北したあとは、感情回路を搭載されて主人公の元でマルチと共に育てられることになる。

## スタッフ
- 企画：DOZA（石川真也）、ヒロくん
- 原画：ろみゅ
- シナリオ：永田和久
- 音楽：DOZA
  - OPテーマ：「ホントのさよなら」
    - 作詞、作曲、編曲：豆田将
    - 歌：元田恵美

  - EDテーマ：「Shining Days」
    - 作詞、作曲、編曲：豆田将
    - 歌：元田恵美

## 関連商品

### CD
共に発売元：フィックスレコード、販売元：キングレコード
Shining Days
元田恵美の1stミニアルバム。OPテーマ「ホントのさよなら」とEDテーマ「Shining Days」を収録。
AQUAPLUS VOCAL COLLECTION VOL.3
『おでかけマルチ』と、PC版『Routes』、『天使のいない12月』、『テネレッツァ』のボーカル曲を集めたアルバム。OPテーマ「ホントのさよなら」とEDテーマ「Shining Days」を収録。
Leaf製作のインディーズCD『Leaf VOCAL COLLECTION Vol.3』の一般向け再発版。

### フィギュア
発売元：ユージン
おでかけマルチ ボトルキャップフィギュア
ジュースのペットボトルの蓋に取り付けることが出来るミニフィギュア。全12種。
マルチ（2種）、コノミ、フラッペ、クスクス、チジミ、アンニン、カーシャ、エクレアの他に、本編未登場の“セリオ（2種）”と『Leafファンクラブ』のマスコットキャラクター“アクアちゃん”がラインナップとして加わっていた。第2弾も発売される予定だったが、諸般の事情で発売中止。